# Glava
Glava je v anatomiji dela telesa, kjer so možgani in del čutil  (oči, ušesa, nos).

## Topografska področja glave in vratu
- Fossa pterygopalatina: Spredaj jo omejujeta tuber maxille in lamina perpendikularis nebnice, zadaj jo omejuje processus pterygoideus, medialno jo omejuje lamina perpendicularis os palatinum, lateralno jo omejuje fossa infratemporalis, spodaj jo omejuje retropharyngeum, zgoraj jo omejuje fissura orbitalis inferior in ala major zagozdnice. Skozi njo potujejo n. in a. maxillaris, ggl. pterygopalatinum, a. canalis pterygoideus, a. pterygoideus.

- Fossa infratemporalis: Spredaj jo omejuje tuber maxille in ličnica, zadaj jo omejujeta špranji med m. pterygoideus medialis in lig. sphenomandibulare ter med collum mandibulae in lig. sphenomandibulare, medialno jo omejuje ala major, lateralno jo omejujeta ramus mandibulae in arcus zygomaticus, zgoraj jo omejuje facies infratemporalis ossis sphenoidalis.

- Fossa temporalis: Spredaj jo omejujeta lična odrastka ličnice in čelnice, medialno jo omejujejo kosti nevrokranija, lateralno jo omejuje fascia m. temporalis, spodaj jo omejuje lični mostiček, zgoraj jo omejuje linea temporalis superior.

- Trigonum submandibulare: Omejujejo ga spodnji rob mandibule, m. digastricus in m. mylohyoideus

- Trigonum caroticum: Zadaj ga omejuje m. sternocleidomastoideus, medialno ga omejujeta pharynx in lamina prevertebralis, lateralno ga omejuje m. sternocleidomastoideus, spodaj ga omejuje m. omohyoideus, zgoraj ga omejuje m. digastricus.

- Fossa retromandibularis: Zadaj jo omejujeta mastoid in m. sternocleidomastoideus, spredaj jo omejuje ramus mandibule, medialno jo omejujejo processus styloideus, m. stylohyoideus, m. styloglossus in m. stylopharyngeus, spodaj jo omejuje črta, ki horizontalno veže angulus mandibule in sprednji rob sternocleidoomastoideus, zgoraj jo omejuje zunanji sluhovod..

- Trigonum colli laterale: Spodaj ga omejuje srednja tretina ključnice, na straneh ga omejujeta m. sternocleidomastoideus in m. trapezius.